# 1670 Minnaert
1670 Minnaert (1934 RZ) là một tiểu hành tinh vành đai chính được phát hiện ngày 9 tháng 9 năm 1934 bởi H. van Gent ở Johannesburg (LS).